# أندريه لوتشيانو دا سيلفا
أندريه لوتشيانو دا سيلفا (بالبرتغالية: André Luciano da Silva‏) المعروف باسم بينغا (بالبرتغالية: Pinga‏) (ولد في 27 أبريل 1981 في أراكاتي) هو لاعب كرة قدم برازيلي يلعب مع أميريكا في الدوري البرازيلي الدرجة الأولى في مركز الوسط المهاجم.

## المسيرة الرياضية
سجل بينغا أربعة عشر هدفاً في 34 مباراة للأهلي في الدوري الإماراتي للمحترفين 2010–11. في 2 يناير 2013 وقع عقدًا مع سانتوس البرازيلي حتى شهر مايو.